# 锡克特
锡克特（德語：Sickte，發音：[ˈzɪktə] ⓘ）是德国下萨克森州沃尔芬比特尔县的市镇，面积25.35平方千米，2023年12月31日人口为6,110人。